# Oskulační kružnice
Oskulační kružnice rovinné křivky v určitém bodě je kružnice, která tímto bodem prochází, má zde s danou rovinnou křivkou společnou první derivaci (společnou tečnu v tomto bodě) a rovněž i druhou derivaci (co nejvíce se v okolí tohoto bodu křivce přimyká).

## Oskulační kružnice
Je dána funkce {\displaystyle y=f(x)} a bod {\displaystyle [x_{0},y_{0}]=[x_{0},f(x_{0})]}, v němž se pokusíme funkci proložit kružnicí tak dobře, jak jen to je možné. Technicky předpokládáme, že má funkce {\displaystyle f} v okolí bodu {\displaystyle x_{0}} alespoň dvě derivace {\displaystyle f'} a {\displaystyle f''}. Dále předpokládáme, že {\displaystyle f''(x_{0})\neq 0}.
Kružnice se středem v bodě {\displaystyle [a,b]} a poloměrem {\displaystyle r} je popsána známou rovnicí {\displaystyle (x-a)^{2}+(y-b)^{2}=r^{2}}, respektive
{\displaystyle c(x,y)=0,\qquad {\text{kde}}\qquad c(x,y)=(x-a)^{2}+(y-b)^{2}-r^{2}}
je implicitní funkce. Derivací této funkce podle {\displaystyle x} dostaneme
{\displaystyle (x-a)+(y-b)y'=0,}
druhou derivací
{\displaystyle 1+(y')^{2}+(y-b)y''=0.}
Vzhledem k tomu, že bod {\displaystyle [x_{0},y_{0}]=[x_{0},f(x_{0})]} má ležet na této kružnici, jeho dosazením do tří výše uvedených rovnic dostaneme soustavu tří rovnic pro tři dosud neznámé parametry {\displaystyle a}, {\displaystyle b} a {\displaystyle r},
{\displaystyle {\begin{array}{rcl}(x_{0}-a)^{2}+{\Big (}f(x_{0})-b{\Big )}^{2}-r^{2}&=&0,\\[1mm](x_{0}-a)+{\Big (}f(x_{0})-b{\Big )}f'(x_{0})&=&0,\\[1mm]1+{\Big (}f'(x_{0}){\Big )}^{2}+{\Big (}f(x_{0})-b{\Big )}f''(x_{0})&=&0.\end{array}}}
Poslední rovnice obsahuje jedinou neznámou {\displaystyle b}, kterou tak můžeme dopočítat, tedy
{\displaystyle b={\frac {1+{\Big (}f'(x_{0}){\Big )}^{2}+f''(x_{0})f(x_{0})}{f''(x_{0})}}.}
Z druhé rovnice nyní dopočítáme {\displaystyle a}, tedy
{\displaystyle a=x_{0}+{\Big (}f(x_{0})-b{\Big )}f'(x_{0})=x_{0}-{\frac {f'(x_{0})+{\Big (}f'(x_{0}){\Big )}^{3}}{f''(x_{0})}}.}
Dozazením souřadnic {\displaystyle [a,b]} středu kružnice do první rovnice získáme poloměr kružnice, tedy
{\displaystyle r={\sqrt {(x_{0}-a)^{2}+(f(x_{0})-b)^{2}}}={\frac {{\Big (}1+{\Big (}f'(x_{0}){\Big )}^{2}{\Big )}^{3/2}}{|f''(x_{0})|}}.}

## Křivost funkce v bodě
Čím je menší poloměr oskulační kružnice, tím je graf funkce {\displaystyle f} v daném bodě zakřivenější. Zavádí se proto pojem křivost funkce {\displaystyle f} v bodě {\displaystyle x_{0}}, coby převrácená hodnota poloměru {\displaystyle r} oskulační kružnice v tomto bodě,
{\displaystyle k={\frac {|f''(x_{0})|}{{\Big (}1+{\Big (}f'(x_{0}){\Big )}^{2}{\Big )}^{3/2}}}.}

## Fyzikální interpretace pojmu oskulační kružnice
Každý další člen Taylorova rozvoje funkce f závisí vždy na vyšší derivaci funkce f , která přidává další informaci o průběhu vyšetřované funkce. Kromě prvních derivací, aproximujících funkci f přímkou a charakterizujících okamžitou rychlost změny závisle proměnné se změnou nezávisle proměnné, jsou fyzikálně velmi zajímavé i derivace druhé, charakterizující zrychlování či zpomalování těchto změn. Je to zcela nová informace o průběhu funkce, která fyzikálně velmi často odpovídá veličině zvané intenzita silového pole. Ta je definována druhým Newtonovým zákonem, jako
{\displaystyle \mathbf {a} ={\frac {d^{2}\mathbf {s} }{dt^{2}}}={\frac {\mathbf {F} }{m}},}
a je tedy přímo úměrná veličině F zvané síla. Rovnoměrný pohyb tělesa hmoty m po kružnici poloměru r konstantní úhlovou rychlostí ω, popíšeme vektorově, parametrickými rovnicemi
{\displaystyle s_{1}=rsin(\omega t)},
{\displaystyle s_{2}=rcos(\omega t)}
Odtud derivováním získáme rychlost:
{\displaystyle v_{1}=r\omega cos(\omega t)},
{\displaystyle v_{2}=-r\omega sin(\omega t)}
Vektorový součet obou na sebe kolmých složek rychlosti, dává
{\displaystyle v=r\omega {\sqrt {cos^{2}(\omega t)+sin^{2}(\omega t)}}=r\omega }
Druhým derivováním získáme zrychlení:
{\displaystyle a_{1}=-r\omega ^{2}sin(\omega t)},
{\displaystyle a_{2}=-r\omega ^{2}cos(\omega t)}
Vektorový součet obou na sebe kolmých složek zrychlení, dává
{\displaystyle a=r\omega ^{2}{\sqrt {sin^{2}(\omega t)+cos^{2}(\omega t)}}=r\omega ^{2}}
Protože výsledná rychlost, jak vidno, není funkcí času, znamená to, že se s časem nemění. Jelikož ale výsledné zrychlení vyšlo přesto nenulové, nemůže vektor zrychlení obsahovat žádnou složku rovnoběžnou se směrem vektoru rychlosti (jinak by tato složka pochopitelně přispívala k časové změně rychlosti a rychlost by musela být nutně funkcí času, což ale není). I bez použití analytické geometrie tak docházíme k přirozenému závěru, že vektor celkového zrychlení je v tomto případě pohybu kolmý na vektor rychlosti a tedy na okamžitý směr pohybu hmotného bodu. Z druhého Newtonova zákona pak můžeme ihned vyjádřit velikost odstředivé síly působící na těleso, jež je tímto vektorem generována:
{\displaystyle F_{n}=mr\omega ^{2}}
Ačkoliv je rovnoměrný pohyb po kružnici jen jedním vysoce speciálním případem z množiny všech možných pohybů hmotného bodu v rovině, dá se ukázat, že jakýkoliv myslitelný pohyb lze ve skutečnosti, za pomoci derivací do druhého řádu, vyjádřit jako součet nekonečně mnoha dílčích pohybů po infinitesimálních úsecích kružnic různého poloměru. Na tento poloměr je přitom kladena jediná podmínka – aby aproximoval poloměr zakřivení grafu analyzované funkce na nějakém okolí vybraného bodu x0, s přesností do 2. řádu Taylorova rozvoje, abychom dokázali spočítat příslušná zrychlení. To zní jako velmi dobrá motivace pro konstrukci těchto, tzv. oskulačních kružnic.

### Normálové zrychlení a odstředivá síla
Vrátíme-li se na závěr k naší fyzikální motivaci pojmu oskulační kružnice, pak hledané vyjádření normálové složky zrychlení hmotného bodu, pohybujícího se po dráze g(x) rychlostí v, bude dáno vztahem
{\displaystyle a_{n}=\omega ^{2}r={\frac {v^{2}}{r}}=v^{2}k={\frac {v^{2}|g''(x_{0})|}{[1+(g'(x_{0}))^{2}]^{3/2}}},}
a jemu odpovídající odstředivá síla tedy bude
{\displaystyle F_{n}={\frac {mv^{2}|g''(x_{0})|}{[1+(g'(x_{0}))^{2}]^{3/2}}}}